# Rajdowe Samochodowe Mistrzostwa Polski 1969
Ten artykuł dotyczy sezonu 1969 Rajdowych Samochodowych Mistrzostw Polski.

## Kalendarz[1]
| Runda | Data           | Nazwa rajdu          | Baza rajdu | Nawierzchnia  | Zwycięzca            | Raport |
| 1     | 18-20 kwietnia | 2. Rajd 1001 Jezior  | Olsztyn    | asfalt/szuter | Krzysztof Komornicki | Wyniki |
| 2     | 23-25 maja     | 13. Rajd Dolnośląski | Wrocław    | asfalt        | Sobiesław Zasada     | Wyniki |
| 3     | 17-19 lipca    | 29. Rajd Polski      | Kraków     | asfalt        | Sobiesław Zasada     | Wyniki |
| 4     | 12-14 września | 19. Rajd Wisły       | Wisła      | asfalt        | Sobiesław Zasada     | Wyniki |

## Klasyfikacja generalna kierowców[1]
System punktacji w RSMP:
Punkty w klasyfikacji generalnej przyznawano za 15 pierwszych miejsc według klucza: 15-14-13-12-11-10-9-8-7-6-5-4-3-2-1. Do klasyfikacji generalnej zaliczano wszystkie punkty zdobyte przez zawodnika we wszystkich 4 eliminacjach. 
| Poz. | Kierowca              | JEZ | DOL | POL | WIS | Suma pkt |
| ---- | --------------------- | --- | --- | --- | --- | -------- |
| 1    | Ryszard Nowicki       | 7   | 2   | 2   | 2   | 51       |
| 2    | Sobiesław Zasada      |     | 1   | 1   | 1   | 45       |
| 3    | Andrzej Komorowski    | 3   | 7   | 3   | 11  | 40       |
| 4    | Longin Bielak         | 3   | 7   | 3   |     | 35       |
| 5    | Adam Smorawiński      | 2   | 3   | 11  |     | 32       |
| 6    | Janusz Bronikowski    | 12  | 9   | 10  | 6   | 27       |
| 7    | Błażej Krupa          | 4   |     | 4   |     | 24       |
| 8    | Ryszard Żyszkowski    | 5   | 14  | 6   |     | 23       |
| 9    | Andrzej Wojciechowski |     | 10  | 7   | 9   | 22       |
| 10   | Maciej Jasiński       |     | 6   |     | 4   | 17       |

## Klasyfikacja w klasach[1]
Do klasyfikacji w klasach zaliczano zawodnikom tylko 3 najlepsze wyniki. Do przyznania punktów w klasie trzeba było co najmniej 5 załóg w danej eliminacji. W polskich rajdach obowiązywał następujący podział. W RSMP samochody połączonych grup I i II podzielone były na klasy:
- klasa 1 - do 600 cm3
- klasa 2 - do 850 cm3
- klasa 3 - do 1000 cm3
- klasa 4 - do 1300 cm3
- klasa 5 - do 1600 cm3
- klasa 6 - powyżej 1600 cm3.

Pogrubioną czcionką wyróżniono zawodników, którym przyznano tytuły Mistrzów i Wicemistrzów Polski.

### Klasa 6
| Msc | Kierowca           | Pilot                  | Punkty |
| --- | ------------------ | ---------------------- | ------ |
| 1   | Krzysztof Strykier | -                      | 8      |
| 2   | Marek Florianowicz | Włodzimierz Dominowski | 6      |

### Klasa 5
| Msc | Kierowca           | Pilot | Punkty |
| --- | ------------------ | ----- | ------ |
| 1   | Adam Smorawiński   | -     | 19     |
| 2   | Błażej Krupa       | -     | 15     |
| 2   | Ryszard Żyszkowski | -     | 13     |

### Klasa 4
| Msc | Kierowca           | Pilot       | Punkty |
| --- | ------------------ | ----------- | ------ |
| 1   | Ryszard Nowicki    | Marian Bień | 24     |
| 2   | Andrzej Komorowski | -           | 17     |
| 2   | Longin Bielak      | -           | 17     |

### Klasa 3
| Msc | Kierowca             | Pilot                | Punkty |
| --- | -------------------- | -------------------- | ------ |
| 1   | Janusz Bronikowski   | Mieczysław Urtnowski | 22     |
| 2   | Henryk Krakowczyk    | -                    | 16     |
| 2   | Franciszek Aromiński | -                    | 12     |

### Klasa 2
| Msc | Kierowca          | Pilot | Punkty |
| --- | ----------------- | ----- | ------ |
| 1   | Kazimierz Jaromin | -     | 20     |
| 2   | Andrzej Nytko     | -     | 14     |
| 2   | Robert Mucha      | -     | 12     |

### Klasa 1
| Msc | Kierowca        | Pilot           | Punkty |
| --- | --------------- | --------------- | ------ |
| 1   | Maciej Jasiński | Joanna Jasińska | 24     |
| 2   | Wiesław Gawron  | -               | 16     |
| 2   | Jerzy Bachtin   | -               | 12     |